# Charops cantator
Charops cantator är en stekelart som först beskrevs av Degeer 1778.  Charops cantator ingår i släktet Charops och familjen brokparasitsteklar. Arten är reproducerande i Sverige. Inga underarter finns listade i Catalogue of Life.